# Aurensan (Gers)
Aurensan es una comuna francesa situada en el departamento de Gers, en la región de Occitania.

## Demografía
| 189 | 170 | 171 | 167 | 136 | 129 | 133 |
| Para los censos de 1962 a 1999 la población legal corresponde a la población sin duplicidades (Fuente: INSEE [Consultar]) |     |     |     |     |     |     |